# 坎德 (紐約州)
坎德（英語：Candor）是一個位於美國紐約州泰奧加縣的鎮。

## 人口
根據2020年美國人口普查的數據，坎德的面積為245.06平方千米，當中陸地面積為244.78平方千米，而水域面積為0.28平方千米。當地共有人口5172人，而人口密度為每平方千米21人。